# Jean Grangeot
Jean Grangeot (Paris 14e, 4 octobre 1926 - Saint-Berthevin, 2 novembre 2004) est un écrivain français.
Il participe à la Libération de Paris et s'engage dans les troupes du Rhin-Danube. Aventurier, il effectue deux tours du monde avec longues escales au Canada, aux États-Unis, en Nouvelle-Calédonie). Il se fixe à Laval en 1968. Il devient président des Amis de la Bibliothèque municipale de Laval.

## Ouvrages
- Gaibeton. "Livre gai sur un sujet triste". Rabelais, 1973. L'auteur écrit ce qu'il pense du modernisme, de la publicité et de ses méthodes incisives.
- L'Arbre noir. Des enfants pas comme les autres. Presses de la Cité, 1975.
- monographie sur l’histoire de Laval, Ouest-France, 1977.
- La Bête de Milvain, Authier, 1977. Cet ouvrage s'inscrit dans les grands romans de mœurs bien en dehors du cadre régionaliste. Collection "Epouvantable".
- La Canne aux rubans, Manya une vie hors du commun. France-Loisirs, 1993.
- La Perle rouge, Le cherche-midi, 1996